# Woodsia acuminata
Woodsia acuminata là một loài thực vật có mạch trong họ Woodsiaceae. Loài này được Sipliv. miêu tả khoa học đầu tiên năm 1974.